# Thomas Wilson Paterson
Pour les articles homonymes, voir Thomas Paterson et Paterson.
Thomas William Paterson (né le 6 décembre 1851-mort le 28 août 1921) est un homme politique et un entrepreneur ferroviaire canadien de la Colombie-Britannique. Il est lieutenant-gouverneur de la province de décembre 1909 à décembre 1914.
Il est aussi député provincial libéral de la circonscription britanno-colombienne de The Islands sur l'île de Vancouver de 1903 à 1907.

## Biographie

### Premières années
Né à Darvel de Ayr en Écosse, Paterson est le fils de William Porter et de Margaret Paterson. Il immigre au Canada alors qu'il est encore jeune et étudie dans une école publique du comté d'Oxford dans le Canada-Ouest. Il décroche ensuite un emploi dans les travaux publics en Ontario en 1869. En 1885, il s'installe dans la Colombie-Britannique. En 1886, il épouse Emma Eliza Riley, fille du sénateur George Riley (en),.

### Entrepreneur ferroviaire
Après son arrivée en Colombie-Britannique en 1885, il participe à la construction du chemin de fer Esquimalt & Nanaimo Railway (en) de Shawnigan Lake à Nanaimo sur l'île de Vancouver. En 1895, il devient directeur-général de la Victoria and Sidney Railway (en). En 1897, Paterson dépose un brevet pour un capteur d'étincelles et pour un brûleur de fumée pour les locomotives. L'année suivante, il dépose également un brevet auprès des autorités américaines.

### Carrière politique
En 1902, Paterson se présente lors d'une élection partielle déclenchée à la suite du décès du député John Paton Booth dans la circonscription de North Victoria. Élu contre un candidat partisan du gouvernement par une majorité de 43 voix, il avait précédemment tenté d'être élu dans la même circonscription en 1898 et dans Victoria City en 1899.
Réélu dans la nouvelle circonscription de The Islands issue de la redistribution de l'ancienne circonscription de North Victoria en 1903, il se lie au Parti libéral durant ce scrutin qui est le premier de la province avec des parties politiques puisque la province était jusqu'alors dirigé par un mode de démocratie non partisane. En 1907, il est défait par seulement 6 votes.
En 1907, il est défait lors d'une tentative de devenir maire de la capitale Victoria.
De 1909 à 1914, il occupe la fonction de lieutenant-gouverneur de la province. À cette fonction, il présente une coupe à l'Association de hockey de la Côte du Pacifique en 1912. Le premier récipiendaire de la coupe est les Royals de New Westminster.
Paterson meurt à Victoria en août 1921 à l'âge de 69 ans et est inhumé au cimetière Ross Bay,.